# 伊斯兰文化
伊斯蘭文化主要用來敘述歷史上信奉伊斯蘭教的民族的共同文化習俗。早期的穆斯林文化主要是阿拉伯人的文化。隨著哈里發國的迅速擴張，穆斯林文化融入了波斯、印度、高加索、突厥（土耳其）、蒙古、馬來、摩洛、索馬里、柏柏爾和埃及的文化。伊斯蘭文化包括伊斯蘭教的宗教儀式文化，包括祈禱（صلاة）和各地伊斯蘭信仰的次文化。伊斯蘭信仰在不同的文化和傳統中所表現的方式也有所不同。。

## 歷史

### 起源
伊斯蘭文化作為全球人類的共有的文化之一，充滿中東色彩，至於其形成的起源，可追源至公元7世紀，自伊斯兰教信仰在阿拉伯半島的沙漠出現後，該宗教以驚人的速度傳播至中亞、西亞、南亞及北非各地，伊斯兰文化亦伴隨阿拉伯穆斯林勢力的擴張而漸漸形成。在文化領域上，傳統伊斯兰教強調穆斯林要像對待非穆斯林的宗教般持寬容和尊重態度接納非穆斯林的文化，間接推動了中東地區的各大文化（希臘文化、波斯文化）之間的交融。至於伊斯蘭文化的真正形成，則始自於穆斯林與被征服地的居民之間的文化交流、民族融和，而最初，征服者（阿拉伯人）的原有文化本身就比被征服者（希臘人、波斯人、埃及人、基督徒、猶太人、印度人等）的文化較低，所以，日後形成的伊斯蘭文化可說是建基於兩者共同的文化交流之下。

### 形成
伊斯兰教政權興起於阿拉伯半島时，北面是已经发展起来的强大的基督教世界（東羅馬帝國）希臘文化，东面則是擁有深厚波斯文化並以琐罗亚斯德教为国教的波斯帝国，伊斯蘭教在和平發展並不大可能的情況下，長期以武力向外擴張。《古蘭經》要求穆斯林討伐鄰近他們的「不信道者」（見第9章123節），加上歷史上又曾出現過一些極端的穆斯林统治者对非穆斯林人民实行宗教壓迫政策，令人對伊斯蘭教文化屬扩张型的印象更深。在伊斯蘭國家中，非穆斯林教徒一律不須服兵役，更不用改宗伊斯蘭教，但作為被保護民是要繳交人頭稅（吉茲亞），如猶太人、基督徒和祆教徒等。另一方面，伊斯蘭教反對成年男性剃须，認為鬍鬚是真主給人用來區分性別的特徵，同時亦認為穆斯林可以此作為與非穆斯林的外表分別。

### 全盛時期
中世紀可算是伊斯兰文化頂盛時期，曾經出現輝煌的阿拉伯伊斯蘭文化盛世，根據傳統伊斯蘭教鼓勵穆斯林終身學習的原則，沙漠出身，文化程度亦較低的阿拉伯人穆斯林在政局穩定，商業繁榮，大量財富得到累積後，帝國統治者便如饑似渴地學習帝國（阿拔斯王朝）週圍文明（希臘、波斯、印度）的先進文化，另外，阿拉伯帝國歷代哈里發都奉行較開明的文化政策，令帝國在的各學科的學術領域（文學、歷史、哲學、地理學、教育、科學、醫學等）都有長足的發展，如改進印度數學系統，傳至西方，後世稱為阿拉伯數字。而文学成就多集中於外文翻譯上（希臘文、波斯文和梵文典籍的翻譯），天文、科學、航海技術上，阿拉伯人同樣作出了卓越的貢獻，賈比爾·伊本·哈揚是伊斯兰世界早期的化学学者，可惜他之後的学者未能好好传承其学术，《天方夜譚》展現阿拉伯的民俗風情，《古蘭經》鼓勵人們重視知識、研究學問，另外，伊斯兰文化亦間接為日後歐洲的文藝復興作好了準備。

### 低迷時期
伴隨阿拉伯帝國的衰落，政局長期混亂，突厥人軍閥在地方割據、十字軍戰爭、蒙古人西征。在蒙古大军西征时巴格達的陷落是最为致命的打击，城中的圖書館及學校遭受破壞，學者死的死，逃的逃，伊斯蘭文化盛世亦一去不回了，此後伊斯兰文化進入長期的衰微，在同時，西方在政治、學術文化、軍事等領域上都開始遙遙領先伊斯蘭世界，期間雖然有土耳其鄂圖曼帝國和波斯薩非王朝、印度莫卧兒帝國等都曾為伊斯蘭文化帶來復興，但成就終不及中世紀的阿拉伯伊斯蘭文化。到近代，以西方價值觀為基礎的全球文化在世界各地得到廣泛傳播，在这样的环境中，部分積極的穆斯林視此為復興伊斯蘭文化的機會，另一部分則選擇作消極接受，也有部分穆斯林視西方文化為威脅，選擇以政府壓制或極端手法（賓拉登、基地組織、塔利班）回應，伊斯蘭文化能否再興仍是未知之數。

## 文化內容
伊斯蘭教法影響伊斯蘭文化的形成，伊斯蘭教禁止飲酒，到今日還是一樣，又禁止吸煙和任何毒品。由於教義嚴禁飲酒，因此在伊斯蘭世界，咖啡成為了主要的飲料。伊斯蘭教又禁止偶像崇拜，因此傳統伊斯蘭世界的藝術成就不在於人物繪畫方面，而更多的是幾何圖形的設計、阿拉伯文、伊斯蘭書法、伊斯蘭建築藝術等。